# هرل
هرل (به آلمانی: Herl) یک شهر در آلمان است که در تریر-زاربورگ واقع شده‌است. هرل ۲۵۳ نفر جمعیت دارد.